# Cryptopygus elegans
Cryptopygus elegans är en urinsektsart som först beskrevs av Rapoport och Izarra 1962.  Cryptopygus elegans ingår i släktet Cryptopygus och familjen Isotomidae. Inga underarter finns listade i Catalogue of Life.